# Вільгельм Кляйншмідт
Вільгельм Кляйншмідт (нім. Wilhelm Kleinschmidt; 27 січня 1907, Ольденбург — 4 жовтня 1941, Атлантичний океан) — німецький офіцер-підводник, капітан-лейтенант крігсмаріне.

## Біографія
В 1932 році вступив на флот. Служив торпедним офіцером на легкому крейсері «Нюрнберг». В квітні 1940 року перейшов у підводний флот. З 19 серпня по 16 вересня 1940 року для навчання на командира взяв участь в поході на U-124, під час якого були потоплені 2 кораблі загальною водотоннажністю 10 563 тонни і пошкоджений 1 корабель водотоннажністю 3900 тонн. З 19 грудня 1940 року — командир U-111, на якому здійснив 2 походи (разом 116 днів у морі). 4 жовтня 1941 року у Північній Атлантиці південно-західніше Канарських островів (27°15′ пн. ш. 20°27′ зх. д.) глибинними бомбами та артилерією британського протичовнового траулера HMS Lady Shirley. 44 члени екіпажу були врятовані, 8 (включаючи Кляйншмідта) загинули.
Всього за час бойових дій потопив 4 кораблі загальною водотоннажністю 24 176 тонн і пошкодив 1 корабель водотоннажністю 13 037 тонн.
| Дата            | Назва корабля           | Тип               | Тоннаж | Вантаж                                                                 | Екіпаж | Загинули | Країна             | Конвой |
| --------------- | ----------------------- | ----------------- | ------ | ---------------------------------------------------------------------- | ------ | -------- | ------------------ | ------ |
| 13 травня 1941  | Somersby                | Торговий пароплав | 5,170  | 8300 тонн зерна                                                        | 43     | 0        | Британська імперія | SC-30  |
| 20 травня 1941  | San Felix (пошкоджений) | Паровий танкер    | 13,037 | Баласт                                                                 | 53     | 0        | Британська імперія | OB-322 |
| 22 травня 1941  | Barnby                  | Торговий пароплав | 4,813  | 7250 тонн борошна                                                      | 45     | 1        | Британська імперія | HX-126 |
| 10 вересня 1941 | Marken                  | Торговий теплохід | 5,719  | Баласт і 5 навчальних літаків                                          | 37     | 0        | Нідерланди         |        |
| 20 вересня 1941 | Cingalese Prince        | Торговий теплохід | 8,474  | 11 156 тонн генеральних вантажів, у тому числі марганцева руда і чавун | 77     | 57       | Британська імперія |        |

## Звання
- Оберфенріх-цур-зее (1 вересня 1935)
- Лейтенант-цур-зее (1 січня 1936)
- Оберлейтенант-цур-зее (1 жовтня 1937)
- Капітан-лейтенант (1 квітня 1939)

## Нагороди
- Медаль «За вислугу років у Вермахті» 4-го класу (4 роки)